# Division I 1946-1947 (pallacanestro maschile)
La Division I 1946-1947 è stata la 15ª edizione del massimo campionato belga di pallacanestro maschile. La vittoria finale è stata ad appannaggio del Semailles.

## Risultati

### Stagione regolare
|    | Squadra           | G | V | N | P | PF | PS | Pt. |
| -- | ----------------- | - | - | - | - | -- | -- | --- |
| 1. | Semailles         | 4 | 4 | 0 | 0 |    |    | 8   |
| 2. | Sporting Liegi    | 4 | 3 | 0 | 1 |    |    | 6   |
| 3. | Hades Gent        | 4 | 2 | 0 | 2 |    |    | 4   |
| 4. | CEP Fleurus       | 4 | 1 | 0 | 3 |    |    | 2   |
| 5. | Mercurius Anversa | 4 | 0 | 0 | 4 |    |    | 0   |

| Division I 1946-1947 |
| -------------------- |
| Semailles 2º titolo  |